# Přízrak

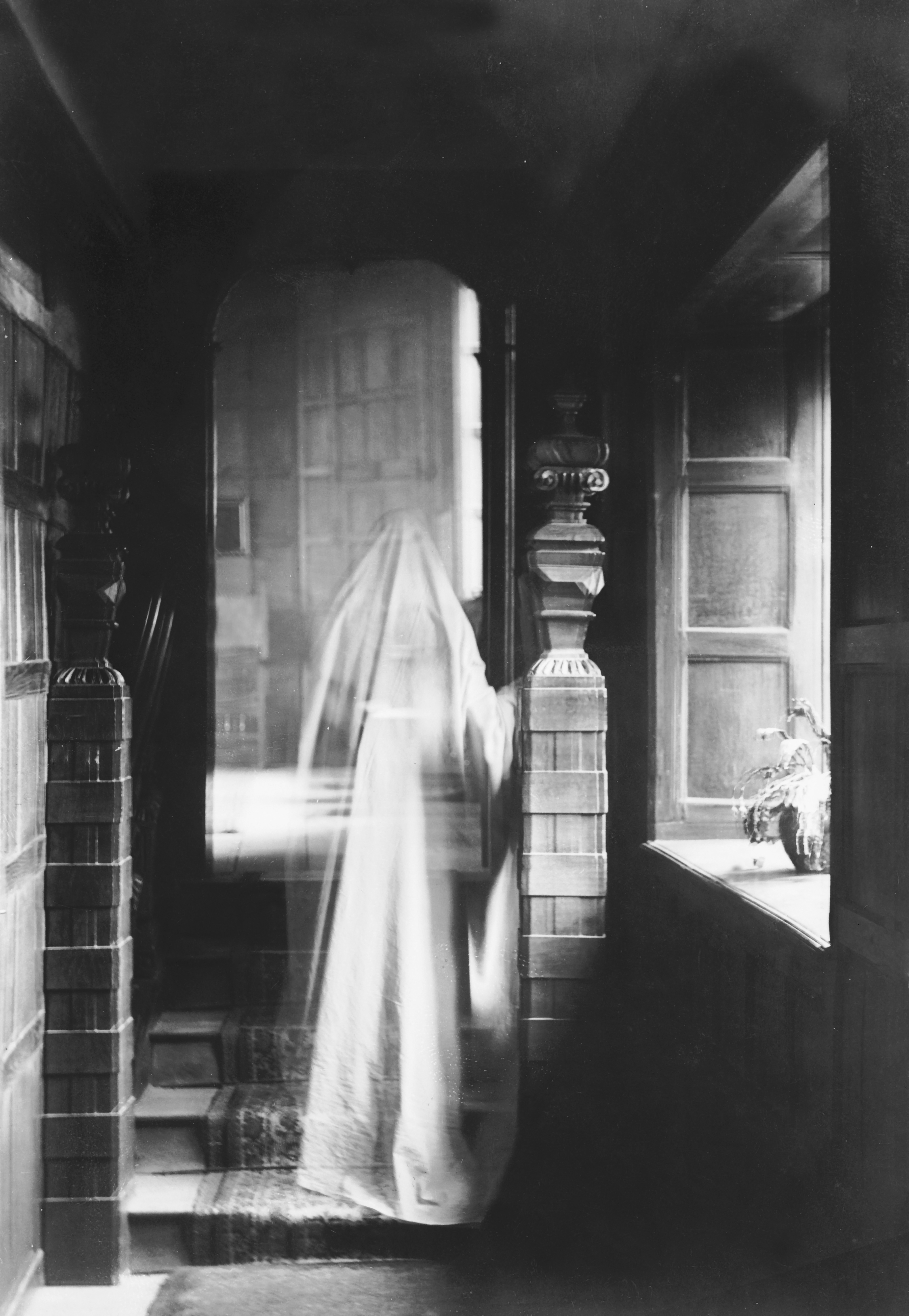
Obrázek ducha vytvořený dvojitou expozicí (1899)

Přízrak, někdy ztotožňovaný se strašidlem, je duše či duch mrtvé osoby, případně zvířete, zjevující se živým. Víra v takový fenomén se objevuje v mnoha světových kulturách a náboženstvích. Přízrakům jsou velmi blízcí revenanti, kteří jsou však na rozdíl od nich hmotnými vracejícími se mrtvými, jako jsou například upíři. V řadě pověstí však nelze jasně rozlišit, zda se jedná o netělesnou či tělesnou bytost.
Přestože pro existenci přízraků a posmrtného života vůbec neexistují žádné důkazy, víra v jejich existenci stále přetrvává a to i mimo kontext tradičních náboženství.[zdroj⁠?!] Komunikace s mrtvými je ústředním prvkem spiritistického a spiritualistického hnutí, vzniklého v 19. století, jehož obdobou je starobylá magická technika nekromancie, užívaná taktéž pro komunikaci s mrtvými či věštění s jejich pomocí. Duchy se taktéž zabývá parapsychologie, považována za pseudovědu. Pověsti spojené s přízraky, „duchařské historky“, jsou důležitou součástí folklóru i moderní populární kultury.
Přízrakem je zpravidla podoba zemřelého jakoby tvořený mlhovitou hmotou, v parapsychologii nazývanou ektoplasma. Kromě toho se mohou projevovat pohybem předmětů, různými zvuky, typicky křikem, pláčem či zvuky kroků nebo světelnými jevy. Přízrakům je často přisuzováno strašení a zlovolné chování vůči živým. Činí tak z pomsty, kvůli své násilné smrti, či špatně či vůbec provedenému pohřbu a příslušném rituálu. V Číně a Vietnamu stále existuje víra v „hladové duchy“, kteří ohrožují živé a jsou usmiřováni oběťmi jídla. V hinduismu jsou pomstychtiví duchové nazýváni bhutové.

## Křesťanství
V křesťanství existovala snaha víru v přízraky a revenanty potlačit, Tertullián ve 3. století a Aurelius Augustinus v 5. století zpravidla odmítají předkřesťanské představy o vracejících se mrtvých jako pověry. Zjevení mrtvých nebo pohyb jejich těl však někdy vykladají jako dílo Boha či andělů nebo naopak jako iluze vyvolané ďáblem, v každém případě tyto jevy podle nich nemají nic společného se samotným zemřelým. Již Řehoř Veliký v 6. století uvádí ve svém díle Dialogy řadu anekdot a exempel v kterých se zjevují mrtví a varují živé před hříchem. Názor, že mrtví se vracejí do světa živých kvůli odpykání své viny se už velmi blíží předkřesťanským představám. V 10. století se v křesťanském světě rozvinul kult mrtvých, kdysi potlačovaný, což se projevilo například zavedením Památky zesnulých. Křesťanské učení tak nakonec dokázalo vysvětlit zjevení mrtvých jako nehmotných fantomů, ne však tělesných návrativších se mrtvých.

## Česká lidová kultura
V české lidové kultuře se v základě objevuje několik typů podání o přízracích:
- zjevení ducha umírajícího blízkým či zjevení ducha osoby jako předzvěst brzké smrti
- zjevení přízraku v lidské či zvířecí podobě, například bílé paní, nebo světelných jevů, jako předzvěst něčí smrti či neštěstí
- rušení klidu mrtvých či znesvěcení hřbitova vede k pomstě mrtvých
- provinilý, předčasně zemřelý, prokletý člověk se musí vracet jako přízrak či revenant
- mrtvý se vrací aby vyřešil své závazky, z pomsty nebo aby přiměl živé k nápravě věcí týkajících se jeho smrti
- přízrak je vysvobozen slovy či náboženským úkonem

Mezi další přízraky v české lidové kultuře patří především bludičky, divoká honba nebo ohnivý muž.